# Exorista nigriventris
Exorista nigriventris là một loài ruồi trong họ Tachinidae.